# Хрватска на Европском првенству у атлетици на отвореном 2012.
Хрватска је учествовала на 21. Европском првенству на отвореном 2012 одржаном у Хелсинкију, Финска, од 27. јуна до 1. јула. Ово је било шесто Европско првенство на отвореном од 1991. године од када Хрватска учествује самостално под овим именом.
На првенству у Хелсинкију Хрватску је прествљало 11 спортиста (6 мушкараца и 5 жена) који су се такмичили у 7 дисциплина.
Најуспешнија је била бацачица диска Сандра Перковић која је постала првакиња Европе. Од осталих у финале се успео пласирати у бацач кугле Неџад Мулабеговић, а остали су подбацили на овом такмичењу.
У укупном пласману Хрватска са једном златном медаљом поделила је са Белгијом и Бугарском 16. место. У женској конкуренцији је делила 10 место, а на табели успешности земаља према бодовима које је освојило осам првопласираних (финалиста) у свим дисциплинама 30. место са једним пласманом и 8 бодова.

## Освајачи медаља

### Злато
- Сандра Перковић — бацање диска

## Учесници
| Бр. | Дисциплина     | Мушкарци                        | Жене              | Укупно |
| --- | -------------- | ------------------------------- | ----------------- | ------ |
| 1   | 400 м          | -                               | Анита Бановић     | 1      |
| 2   | 400 м препоне  | -                               | Николина Хорват   | 1      |
| 3   | Скок увис      | -                               | Ана Шимић         | 1      |
| 4   | Скок удаљ      | Дино Перван Пугачевски Марко    | -                 | 2      |
| 5   | Бацање кугле   | Неџад Мулабаговић Марин Премеру | Валентина Музарић | 3      |
| 6   | Бацање диска   | Роланд Варга                    | Сандра Перковић   | 2      |
| 7   | Бацање кладива | Андраш Халкић                   | -                 | 1      |
|     | Укупно (7)     | 6                               | 5                 | 11     |

## Резултати

### Мушкарци
| Атлетичар         | Дисциплина     | Лични рекорд | Квалификације | Квалификације | Полуфинале       | Полуфинале       | Финале           | Финале           | Детаљи |
| Атлетичар         | Дисциплина     | Лични рекорд | Резултат      | Место         | Резултат         | Место            | Резултат         | Место            | Детаљи |
| ----------------- | -------------- | ------------ | ------------- | ------------- | ---------------- | ---------------- | ---------------- | ---------------- | ------ |
| Дино Перван       | скок удаљ      | 7,95         | БП            | -             |                  |                  | Није се пласирао | Није се пласирао | [ 1 ]  |
| Марко Пруговечки  | скок удаљ      | 8,00         | БП            | -             |                  |                  | Није се пласирао | Није се пласирао | [ 1 ]  |
| Марин Премеру     | бацање кугле   | 20,45        | 18,71         | 10 у гр. А    | Није се пласирао | 201 / 24         | [ 2 ]            |                  |        |
| Неџад Мулабеговић | бацање кугле   | 20,66        | 19,79         | 3 у гр. Б КВ  | 19,26            | 11 / 24          | [ 3 ]            |                  |        |
| Роланд Варга      | бацање диска   | 67,20 НР     | БП            | -             | Није се пласирао | Није се пласирао | [ 4 ]            |                  |        |
| Андраш Халкић     | бацање кладива | 80,41 НР     | 69,31         | 13 у гр. А    | Није се пласирао | 27 / 30/31       | [ 5 ]            |                  |        |

### Жене
| Атлетичарka       | Дисциплина     | Лични рекорд | Квалификације | Квалификације | Полуфинале        | Полуфинале       | Финале            | Финале       | Детаљи |
| Атлетичарka       | Дисциплина     | Лични рекорд | Резултат      | Место         | Резултат          | Место            | Резултат          | Место        | Детаљи |
| ----------------- | -------------- | ------------ | ------------- | ------------- | ----------------- | ---------------- | ----------------- | ------------ | ------ |
| Анита Бабовић     | 400 м          | 53,15        | 55,50         | 7 у гр. 1     | Није се пласирао  | Није се пласирао | Није се пласирао  | 27 / 28 (31) | [ 6 ]  |
| Николина Хорват   | 400 м шпрепоне | 56,28 НР     | 57,74         | 5 у гр. 1     | Није се пласирао  | Није се пласирао | Није се пласирао  | 20 / 27      | [ 7 ]  |
| Ана Шимић         | скок увис      | 1,92         | 1,83          | 11 у гр. А    |                   |                  | Није се пласирала | 20 / 24      | [ 8 ]  |
| Валентина Музарић | бацање кугле   | 16,82 НР     | 15,33         | 9 у гр. Б     | Није се пласирала | 17 / 18          | [ 9 ]             |              |        |
| Сандра Перковић   | бацање диска   | 68,24 НР     | 62,01         | 1 у гр. Б КВ  | 67,62             |                  | [ 10 ]            |              |        |